# Drapeau de la république de Sakha
Le drapeau de la république de Sakha (en russe : флаг Республики Саха, flag Respoubliki Sakha, en iakoute : Саха Өрөспүүбүлүкэтин былааҕа, Saxa Öröspüübülüketin bılaağa) est l’un des symboles de la république de Sakha, l’un des sujets fédéraux de Russie. Il a été adopté en 1992.

## Description
La loi de la république de Sakha relative à son drapeau le définit ainsi :

« Le drapeau national de la république de Sakha (Iakoutie) est de forme rectangulaire et est constitué de quatre bandes horizontales de tailles différentes, respectivement bleu ciel, blanche, rouge et verte. Les largeurs des bandes par rapport à la largeur du drapeau sont : 3/4 de la largeur du drapeau pour la bande bleu ciel, 1/16 pour la bande blanche, 1/16 pour la bande rouge, 1/8 pour la bande verte.
Au milieu de la bande bleu ciel se trouve un disque de couleur blanche. Le diamètre du disque représente 2/5 de la largeur du drapeau. Le rapport entre la largeur du drapeau et sa longueur est 1:2. »

Le disque blanc représente le soleil du nord. Le bleu représente le ciel, le blanc, la neige et le vert, la taïga. Le rouge représente le courage et la constance du peuple.

## Anciens drapeaux

Drapeau de la RSSA iakoute de 1954 à 1978
Drapeau de la RSSA iakoute de 1978 à 1982
Drapeau de la RSSA iakoute de 1982 à 1991